# Dräxlmaier

Dräxlmaier-Firmensitz in Vilsbiburg

Die Dräxlmaier Group SE & Co. KG ist die Konzernobergesellschaft der Dräxlmaier Group, eines deutschen Automobilzulieferers mit Hauptsitz im niederbayerischen Vilsbiburg. Das 1958 gegründete Familienunternehmen entwickelt und produziert Elektrik- und Elektronikkomponenten, Bordnetze und Interieure sowie Nieder- und Hochvoltspeichersysteme für Kraftfahrzeuge.
Zu den Kunden des Unternehmens gehören Audi, BMW, Jaguar Land Rover, Maserati, Mercedes-Benz Group, Mini, Porsche, Tesla und Volkswagen.

## Geschäftsführung
Die Geschäftsführung obliegt den geschäftsführenden Direktoren Stefan Brandl (Vorsitzender), Jan Reblin (Vorsitzender), Harald Straky, Arno Güllering und Torsten Kurz. Friedrich Dräxlmaier ist Vorsitzender des Verwaltungsrates.

## Geschäftsbereiche

Von Dräxlmaier gefertigte Mittelkonsole eines Mercedes-Benz W 205

Als Automobilzulieferer stellt die Dräxlmaier Group Bordnetzsysteme, zentrale Elektrik- und Elektronikkomponenten, Interieure sowie Nieder- und Hochvoltspeichersysteme für die Elektromobilität her.
- Innenraumsysteme: Die Dräxlmaier Group fertigt Instrumententafeln, Mittelkonsolen und Türverkleidungen für Automobile. Außerdem produziert der Automobilzulieferer komplette Tür- und Cockpitmodule, die durch Systemintegration an die Sonderausstattungen des jeweiligen Fahrzeugs angepasst werden.[1] Des Weiteren stellt das Unternehmen RGB-Ambientebeleuchtung für Fahrzeuginnenräume her.[2]

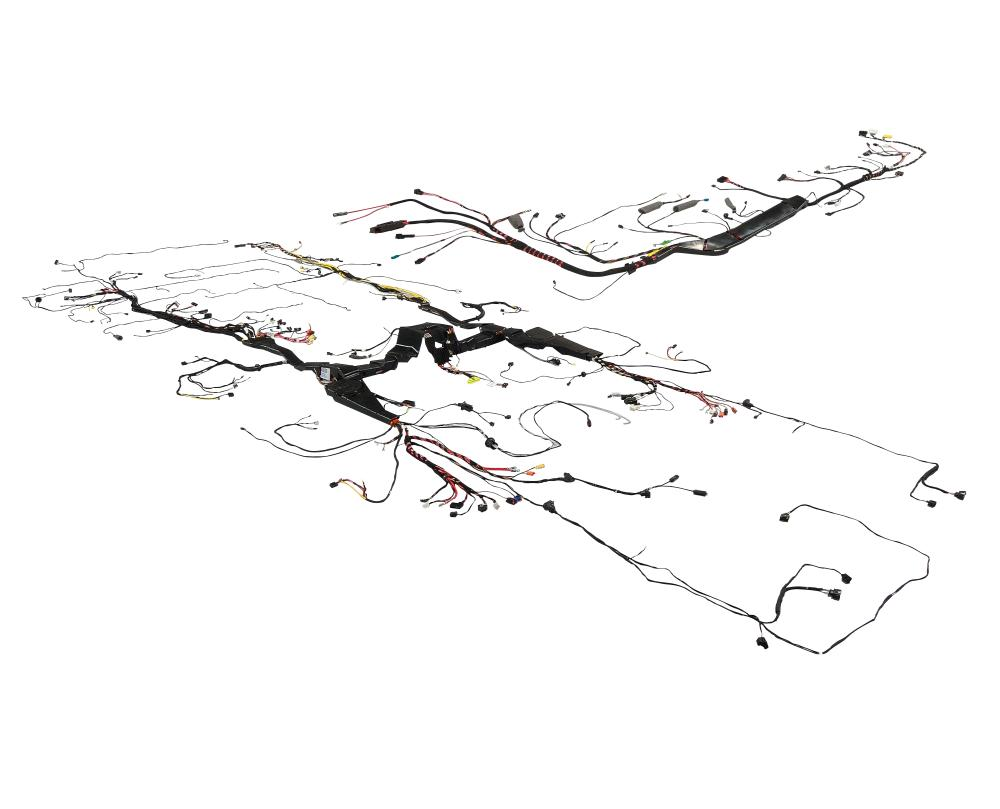
Ein von Dräxlmaier entwickelter Pkw-Kabelbaum

- Bordnetzsysteme: Zur Produktpalette der Dräxlmaier Group zählen alle Elemente des gesamten elektronischen Bordnetzsystems. Das Unternehmen gilt als Erfinder des kundenspezifischen Kabelbaums.[3]
- E-Mobilitätssysteme: Dräxlmaier entwickelt und produziert Hoch- und Niedervoltspeichersysteme[4] im Spannungsbereich von 12 V bis 800 V sowie elektrische und elektronische HV-Komponenten, die vom Ladepin bis hin zur Zelle reichen.[5]  Zudem realisiert Dräxlmaier Hochvolt-Ladesysteme und Batterieverkabelungen – entweder in Schienentechnik oder konventionell mit Aluminium-Rundleitern. Für die Herstellung seiner Hochvolt-Batteriesysteme betreibt das Unternehmen mittlerweile drei Batteriewerke in Deutschland.[6][7]

## Geschichte

### 1958–1967

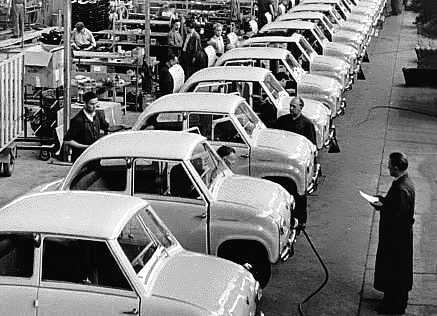
Produktion Goggomobil mit den Kabelsätzen von Dräxlmaier

Im Mai 1958 stiegen Lisa und Fritz Dräxlmaier senior in den wachsenden Automobilmarkt ein. Die Produktion von 50.000 Kabelsätzen für das von Glas in Dingolfing gefertigte Goggomobil war der erste Auftrag des niederbayerischen Unternehmens. Wenig später wurde die zweite Produktsparte aufgebaut. Dräxlmaier lieferte mit Instrumententafel, Türverkleidung, Sitzbezug und Hutablage nun die gesamte Kraftfahrzeugausstattung für den bis 1969 gebauten Kleinwagen.
Aufgrund der Auftragsentwicklung installierte Dräxlmaier 1960 die ersten Anlagen für die Verschweißung von Türverkleidungen und die Verformung thermoplastischer Folien zur Herstellung von Armaturentafeln. Im Zuge dessen wurde 1964 die erste eigene Fabrikhalle gebaut. 1966 konnte BMW als neuer Kunde gewonnen werden. Der erste Auftrag für BMW war die Ausstattung des 1600 GT.

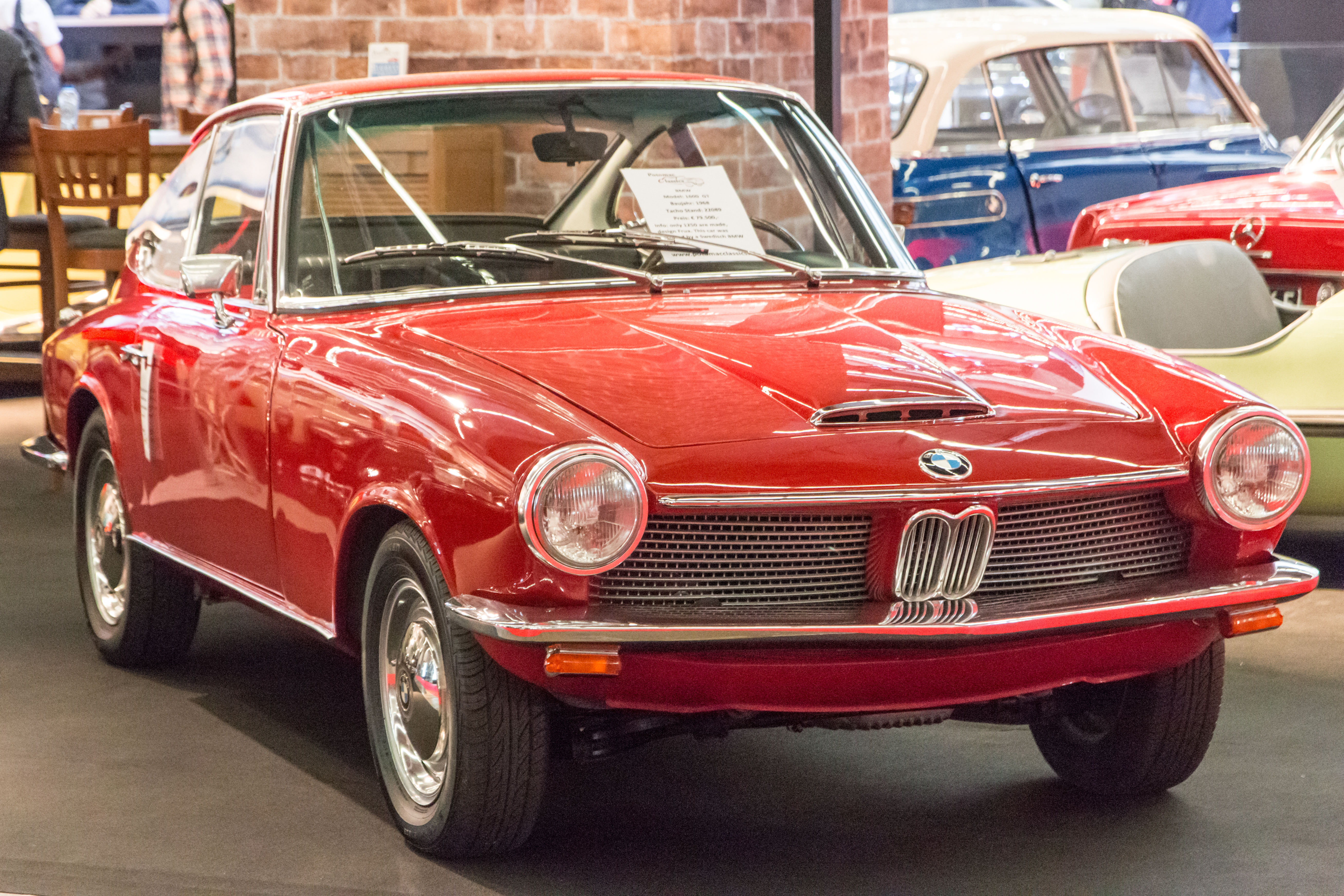
Der BMW 1600 GT war das erste Fahrzeug von BMW, für das Dräxlmaier die Innenausstattung lieferte

### 1968–1977

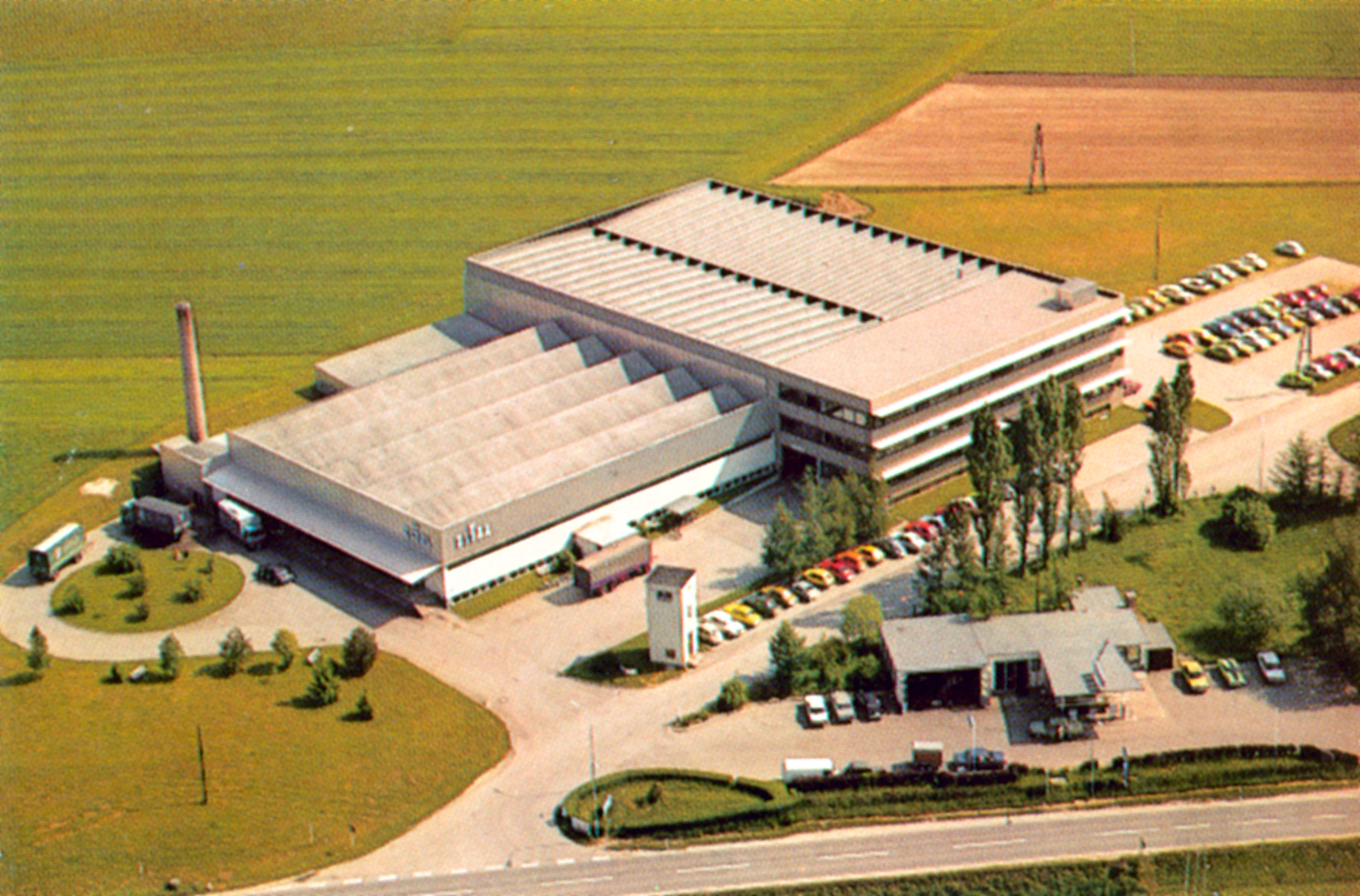
Produktions- und Verwaltungsgebäude, Brückenstraße, Vilsbiburg, 1970

Die weiter steigende Auftragslage veranlasste Dräxlmaier 1968 dazu, den Standort Vilsbiburg zu erweitern. Im Zuge der Aus- und Umbaumaßnahmen entstanden so ein eigener Formen- und Werkzeugbau und die erste EDV-Anlage. Im selben Jahr wurde zudem der Bau eines neuen Produktions- und Verwaltungsgebäudes begonnen. Audi und die Volkswagen AG wurden ab 1969 bzw. 1971 mit Produkten der Firmengruppe Dräxlmaier beliefert.
Mit der Fertigung in Tunesien begann 1974 die internationale Expansion. In den folgenden Jahren wurden zahlreiche weitere ausländische Standorte eröffnet, darunter ein Produktionswerk für Leitungssätze und Interieurkomponenten in Ontario, Kanada (1976).

### 1978–1987

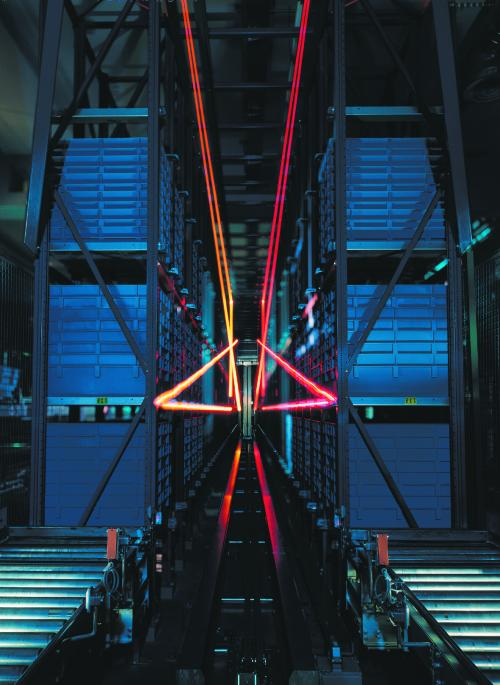
1987 entstand am Standort Vilsbiburg ein automatisches Hochregal- und Kleinteilelager

Die Betriebsstätten des Familienunternehmens entwickelten sich innerhalb von 20 Jahren stetig, und die Zahl der Mitarbeiter stieg kontinuierlich während dieser Zeit, so beschäftigte Dräxlmaier im Laufe der 1980er-Jahre knapp 2000 Mitarbeiter. Auch das weltweite Produktionsnetzwerk vergrößerte sich. Es wurde ein Fertigungsstandort in Braunau am Inn, Österreich (1978) und vier weitere Auslandsgesellschaften gegründet.
1982 fertigte das Unternehmen erstmals Komponenten für Daimler-Benz. 1983 setzte Dräxlmaier erstmals einen Großrechner ein und stellte 100 Arbeitsplätze auf elektronische Datenverarbeitung um. Mit dem Bau des automatischen Hochregallagers und des Kommissionier-Teilelagers 1987 wurde die Grundlage für ein Supply-Chain-Management geschaffen. Von hier aus werden seit dieser Zeit der Materialfluss und alle wesentlichen JIT/JIS-Prozesse gesteuert.

### 1988–1997
1993 eröffnete Dräxlmaier Produktionsstandorte in Tschechien und Rumänien. Mit dem Auftrag zur Entwicklung, Fertigung und Lieferung des kompletten Cockpits für den Mercedes-Benz CLK vollzog das Unternehmen 1994 den Schritt zum Systemlieferanten im Interieurbereich. 1996 wurde das Produktionsnetzwerk durch die Neugründungen in Amerika und Mexiko erweitert. Bereits 1994 hatte Dräxlmaier in Mexiko einen Produktionsstandort. Die „Firmengruppe Dräxlmaier“ wurde 1997 in „Dräxlmaier Group“ umbenannt. Im November 1997 kaufte die Dräxlmaier Group von der damaligen Daimler-Benz AG die Tochtergesellschaft Holzindustrie Bruchsal GmbH.

### 1998–2007

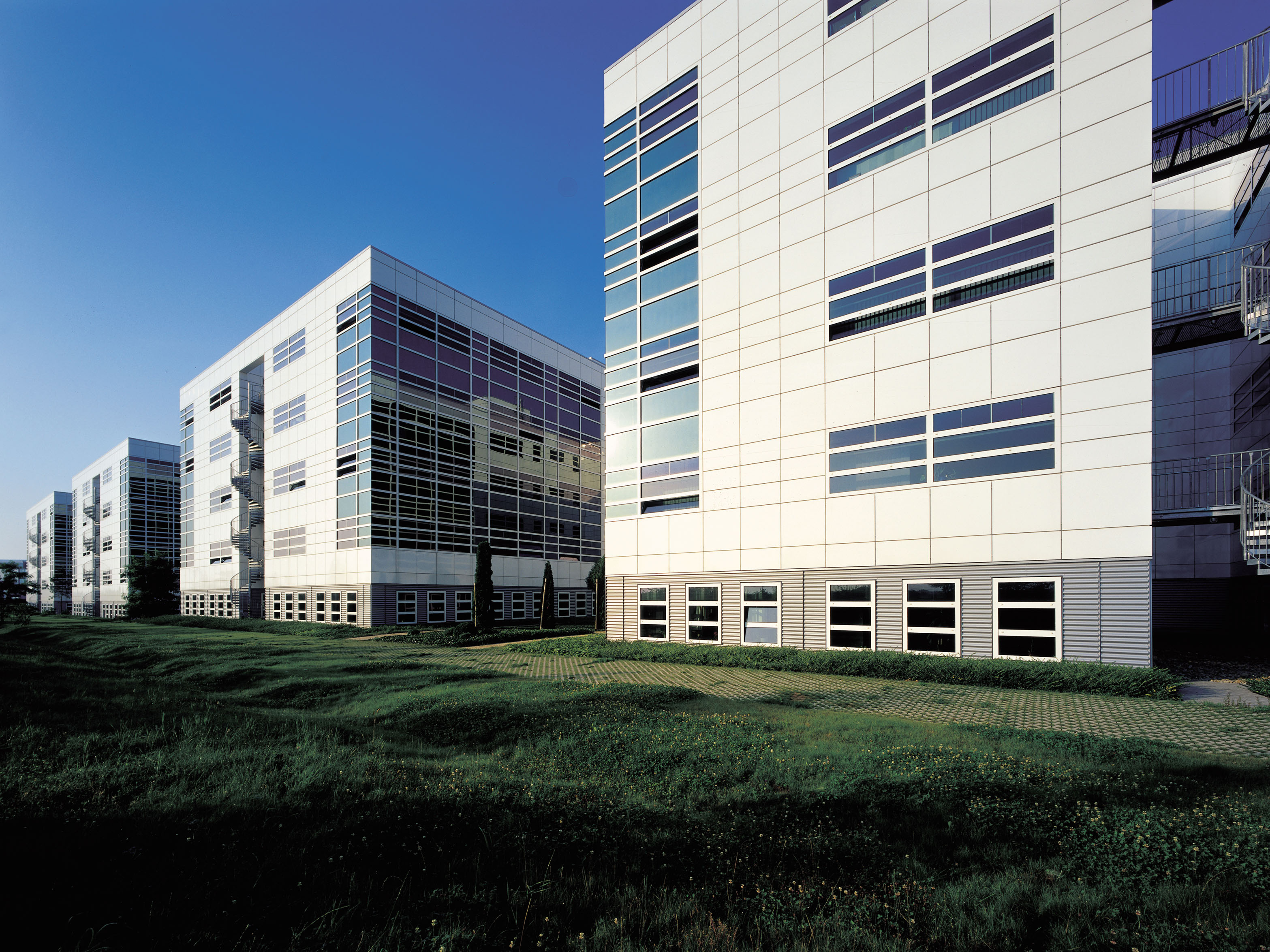
Technologie-Zentrum Vilsbiburg, 1998

1998 wurde das neue Dräxlmaier-Technologiezentrum am Standort Vilsbiburg bezogen. 1999 produzierte die Dräxlmaier Group als erster Systemlieferant ein Vollleder-Interieur für das Mercedes-Benz CL-Coupé. Im Jahr 2000 folgte die Fertigung des Gesamtinterieurs des BMW Z8. Für beide Modelle entwickelte und lieferte Dräxlmaier zudem das Bordnetz.
2002 entwickelte, produzierte und lieferte Dräxlmaier das komplette Bordnetzsystem und Interieur für die Luxuslimousine Maybach. Neben einem weiteren deutschen Standort in Landau an der Isar entstand 2003 in Shenyang, China, ein neues Dräxlmaier-Werk. Auch Porsche, Jaguar Land Rover und Cadillac gehören seit dieser Zeit zum Kundenstamm des Unternehmens. In den Jahren 2005–2007 folgten weitere Standorteröffnungen in Südafrika (2005); 2006 in Thailand, Spanien und Mexiko sowie 2007 in Balti in Moldawien, wo Dräxlmaier eine komplett neue Fabrik errichten ließ, in der 2000 Menschen beschäftigt werden.

### 2008–2017

Türverkleidung aus dem BMW i3

Die Dräxlmaier Group führte 2008 den Naturfaser-Verbundwerkstoff für den Fahrzeug-Innenraum ein. Die für die Baureihe des BMW 7er entwickelte Türverkleidung besteht aus Biokompositmaterial. Mit dem Produktionswerk in Serbien folgte 2008 ein weiterer Standort, an dem zunächst 800 Arbeiter an drei Montagelinien beschäftigt waren. Dräxlmaier entwickelte das Gesamtinterieur und das Bordnetzsystem des 2009 auf dem Markt eingeführten Porsche Panamera.
Im Jahr 2011 entwickelte Dräxlmaier die weltweit erste Türverkleidung mit sichtbarer Naturfaser. Diese wurde erstmals 2013 im rein elektrischen BMW i3 verbaut. Das Unternehmen erweiterte seine bestehenden Produktionsflächen in Shenyang, China im Jahr 2012. Zugleich errichtete das Unternehmen im mazedonischen Kavadarci ein vollstufiges Produktionswerk. 2013 eröffnete in Leipzig ein weiterer Standort der Dräxlmaier Group. Im gleichen Jahr wurde mit der Dräxlmaier Aviation GmbH ein neues Geschäftsfeld erschlossen. So entwickelte und produzierte das Unternehmen bis zum Jahr 2017 Interieure für Privat- und Geschäftsreiseflugzeuge.
Mit Tesla Motors wurde 2014 ein weiterer Kunde gewonnen. Im selben Jahr wurde das Logistiknetzwerk des Unternehmens mit dem Standort Zwickau erweitert. Die QESTRONIC Advanced Technologies GmbH aus Geisenhausen wurde 2015 in die Dräxlmaier Group integriert. Im chinesischen Langfang eröffnete der Zulieferer einen neuen Produktionsstandort für Interieurkomponenten.
In Kooperation mit der TU München entstand 2017 ein Forschungs- und Entwicklungsstandort auf dem Campus in Garching. Im US-amerikanischen Livermore wurde ein neuer Produktionsstandort für Interieurkomponenten eröffnet.

### 2018–heute
Im Jahr 2018 entstand der Dräxlmaier-Campus im GALILEO an der Technischen Universität München in Garching. Dort forschen Dräxlmaier-Entwickler zusammen mit Lehrstühlen der TUM an den Zukunftsthemen der Automobilindustrie. Seine erste hochautomatisierte Batteriefertigung baute der Automobilzulieferer in Sachsenheim bei Stuttgart auf. 2021 wurde die Dräxlmaier Group von Forbes in die Liste der „World’s Best Employers“ aufgenommen. 2022 wurde die Dräxlmaier Group erneut von Forbes mit dem Titel „World’s Best Employer“ ausgezeichnet. 2023 erhielt das Unternehmen die Auszeichnung „Top Employer Germany und wurde ein weiteres Mal vom Forbes Magazin als „World’s Best Employer“ und zusätzlich von der WELT als einer von „Deutschlands besten Arbeitgebern“ ausgezeichnet.“. Im gleichen Jahr feierte die Dräxlmaier Group ihr 65-jähriges Jubiläum. 2024 wurde DRÄXLMAIER zum 16. Mal in Folge als Top Employer zertifiziert.

## Auszeichnungen
Neben den verschiedenen Arbeitgeberauszeichnungen wurde DRÄXLMAIER 2022 mit dem Deutschen Ideenmanagement Preis ausgezeichnet. Im selben Jahr wurde das Unternehmen mit dem BMW Group Supplier Innovation Award geehrt und hat mit dem Batterie-Standort in Sachsenheim den Wirtschaftspreis „Schwarzer Löwe“ bekommen.
2023 wurde dem Unternehmen das Siegel „TOP Klima-Engagement 2023“ verliehen. Im selben Jahr hat DRÄXLMAIER den Cross Border Award, eine Auszeichnung der IHK Niederbayern für grenzüberschreitendes Engagement, erhalten. DRÄXLMAIER Tunesien gewann am internationalen CSR-Forum zudem den Preis für die beste CSR-Aktion 2023 und 2024 für nachhaltige Innovation.
2024 wurde Fritz Dräxlmaier für seine außerordentlichen Leistungen von der Handelsblatt Redaktion und der Stiftung Familienunternehmen in die Hall of Fame der Familienunternehmen aufgenommen.

## Verantwortung und gesellschaftliches Engagement
Die DRÄXLMAIER Group engagiert sich durch gezielte Sponsoring- und Spendenaktivitäten in den Bereichen Bildung, Soziales, Umwelt, Kultur und Sport. So ist das Unternehmen beispielsweise seit 2008 Sponsoring-Partner der Baskets Vilsbiburg und fungiert mittlerweile auch im Zuge der Nachwuchsförderung als Namenssponsor der „Baskets Grundschulliga powered by DRÄXLMAIER Group“. Außerdem unterstützt DRÄXLMAIER zum Beispiel das Landshuter Kurzfilmfestival.
Darüber hinaus spendet DRÄXLMAIER regelmäßig an verschiedene gemeinnützige Organisationen in der Region.
Die DRÄXLMAIER Group übernimmt ihre Rolle als Corporate Citizen auch an internationalen Standorten, zum Beispiel mit einer Spende von medizinischen Geräten an zwei Krankenhäuser in Rumänien oder der Unterstützung eines Vereins für die Betreuung und Integration von Kindern mit Behinderungen in Tunesien.